# Эклиптическая система координат

Связь эклиптической и второй экваториальной систем координат.

Эклипти́ческая систе́ма координа́т, или эклиптика́льные координа́ты:49 — это система небесных координат, в которой основной плоскостью является плоскость эклиптики, а полюсом — полюс эклиптики. Она применяется при наблюдениях за движением небесных тел Солнечной системы, плоскости орбит многих из которых, как известно, близки к плоскости эклиптики, а также при наблюдениях за видимым перемещением Солнца по небу за год:30. 

## Описание
Одной координатой в этой системе является эклиптическая широта β, а другой — эклиптическая долгота λ.
Эклиптической широтой β светила называется дуга круга широты от эклиптики до светила, или угол между плоскостью эклиптики и направлением на светило. Эклиптические широты отсчитываются в пределах от 0° до +90° к северному полюсу эклиптики и от 0° до −90° к южному полюсу эклиптики.
Эклиптической долготой λ светила называется дуга эклиптики от точки весеннего равноденствия до круга широты светила, или угол между направлением на точку весеннего равноденствия и плоскостью круга широты светила. Эклиптические долготы отсчитываются в сторону видимого годового движения Солнца по эклиптике, то есть к востоку от точки весеннего равноденствия в пределах от 0° до 360°.
Различают два типа эклиптических координат. В первом из них за центральную точку берётся центр Земли. Эклиптическая геоцентрическая система координат используется в небесной механике для расчета орбиты Луны. Во втором центральной точкой считается центр Солнца. Эклиптическая гелиоцентрическая система координат используется для расчета орбит планет и других тел Солнечной системы обращающихся вокруг Солнца.
Вследствие предварения равноденствий и колебания угла наклона плоскости эклиптики к небесному экватору, на продолжительных промежутках времени эклиптическая система координат не является фиксированной, в таких случаях необходимы ссылки на эпоху, то есть время, когда были измерены координаты.
Экваториальные координаты полюсов эклиптики на эпоху 1 января 2000 г.:
- Северный: прямое восхождение 18ч 0м 0.0с (точное значение), склонение +66° 33′ 38.55″ (созвездие Дракона)
- Южный: прямое восхождение 6ч 0м 0.0с (точное значение), склонение −66° 33′ 38.55″ (созвездие Золотой Рыбы).

## Переход от второй экваториальной
Обозначим {\displaystyle \alpha } — прямое восхождение, {\displaystyle \delta } — склонение, {\displaystyle \varepsilon } — угол наклона эклиптики к небесному экватору. Тогда формулы перехода от второй экваториальной системы координат к эклиптической системе координат имеют следующий вид:
{\displaystyle \sin \beta =\sin \delta \cos \varepsilon -\cos \delta \sin \varepsilon \sin \alpha }
{\displaystyle \cos \beta \cos \lambda =\cos \delta \cos \alpha }
{\displaystyle \cos \beta \sin \lambda =\sin \delta \sin \varepsilon +\cos \delta \cos \varepsilon \sin \alpha }
Если косинусов и синусов недостаточно, и нужны сами {\displaystyle \lambda } и {\displaystyle \beta }, их выражают из этих трёх формул: угол {\displaystyle \beta } — из первой формулы, а угол {\displaystyle \lambda } — из второй и третьей формул. Причём для получения {\displaystyle \lambda } нужно разобраться со знаками. Обозначим правую часть второй формулы {\displaystyle x}, а правую часть третьей — {\displaystyle y}, тогда
{\displaystyle \beta =\operatorname {arcsin} (\sin \delta \cos \varepsilon -\cos \delta \sin \varepsilon \sin \alpha )}
{\displaystyle \lambda =\left\{{\begin{matrix}\operatorname {arctg} \,{\frac {y}{x}},\qquad x>0,y\geqslant 0\\\qquad \operatorname {arctg} \,{\frac {y}{x}}+360^{\circ },\qquad x>0,y<0\\\operatorname {arctg} \,{\frac {y}{x}}+180^{\circ },\qquad x<0\end{matrix}}\right.}
Остаётся рассмотреть значения {\displaystyle \alpha } и {\displaystyle \delta }, которые обращают {\displaystyle x} в нуль:
- при {\displaystyle \delta =90^{\circ }} и любом {\displaystyle \alpha }, {\displaystyle \lambda =90^{\circ }} и {\displaystyle \beta =90^{\circ }-\varepsilon };
- при {\displaystyle \delta =-90^{\circ }} и любом {\displaystyle \alpha }, {\displaystyle \lambda =270^{\circ }} и {\displaystyle \beta =-90^{\circ }+\varepsilon };
- при {\displaystyle \alpha =90^{\circ }} и {\displaystyle \delta \neq \pm 90^{\circ }}, {\displaystyle \lambda =90^{\circ }} и {\displaystyle \beta } по формуле;
- при {\displaystyle \alpha =270^{\circ }} и {\displaystyle \delta \neq \pm 90^{\circ }}, {\displaystyle \lambda =270^{\circ }} и {\displaystyle \beta } по формуле.

Обозначим северный полюс эклиптики — {\displaystyle R}, северный полюс мира — {\displaystyle P}, положение данного небесного тела — {\displaystyle M} и рассмотрим сферический треугольник {\displaystyle RPM}. По теореме косинусов имеем:
{\displaystyle \cos(90^{\circ }-\beta )=\cos \varepsilon \cos(90^{\circ }-\delta )+\sin \varepsilon \sin(90^{\circ }-\delta )\cos(90^{\circ }+\alpha )}
{\displaystyle \sin \beta =\sin \delta \cos \varepsilon -\cos \delta \sin \varepsilon \sin \alpha }
Первая формула получена. Теперь к тому же сферическому треугольнику применяем теорему синусов:
{\displaystyle {\frac {\sin(90^{\circ }-\beta )}{\sin(90^{\circ }+\alpha )}}={\frac {\sin(90^{\circ }-\delta )}{\sin(90^{\circ }-\lambda )}}}
{\displaystyle \cos \beta \cos \lambda =\cos \delta \cos \alpha }
Вторая формула получена. Теперь применяем к нашему сферическому треугольнику формулу пяти элементов:67:12:
{\displaystyle \sin(90^{\circ }-\beta )\cos(90^{\circ }-\lambda )=\sin \varepsilon \cos(90^{\circ }-\delta )-\cos \varepsilon \sin(90^{\circ }-\delta )\cos(90^{\circ }+\alpha )}
{\displaystyle \cos \beta \sin \lambda =\sin \delta \sin \varepsilon +\cos \delta \cos \varepsilon \sin \alpha }
Третья формула получена. Итак, все три формулы получены из рассмотрения одного сферического треугольника.

## Переход ко второй экваториальной
Формулы перехода от эклиптической системы координат ко второй экваториальной системе координат имеют следующий вид.
Обозначим {\displaystyle \alpha } — прямое восхождение, {\displaystyle \delta } — склонение, {\displaystyle \varepsilon } — угол наклона эклиптики к небесному экватору. Тогда
{\displaystyle \sin \delta =\sin \varepsilon \sin \lambda \cos \beta +\cos \varepsilon \sin \beta }
{\displaystyle \cos \delta \cos \alpha =\cos \lambda \cos \beta }
{\displaystyle \cos \delta \sin \alpha =\cos \varepsilon \sin \lambda \cos \beta -\sin \varepsilon \sin \beta }

## Зодиакальная система координат
В астрологии используется разновидность эклиптической системы координат, называемая зодиакальной. При этом эклиптическая долгота преобразовывается в зодиакальную позицию, которая состоит из указания знака зодиака и разности эклиптических долгот светила и начала знака, в котором оно находится. Знак зодиака при этом указывается полным названием, конвенциальным обозначением или соответствующим астрологическим символом. Таким образом, зодиакальная позиция светила в знаке зодиака = λ − 30° × (N − 1), где N — порядковый номер знака. Например, эклиптическая долгота 284° соответствует 14° Козерога (14° Cap или 14°♑︎), а 70°6’42" — 10°6’42" Близнецов (10°6’42" Gem или 10°6’42"♊︎).
Эклиптическая широта в подавляющем большинстве случаев не рассматривается в астрологии, но в случае необходимости указывается так же, как в астрономии, то есть как β от +90° до −90°.